# Solomon Star
Solomon Star ist eine englischsprachige Tageszeitung in den Salomonen. De Zeitung wurde am 25. Mai 1982 erstmals herausgegeben. Sie wird von der Solomon Star Company publiziert, deren Mitgründer, Eigentümer, Herausgeber und Direktor Father John Lamani war. Der anglikanische Priester verstarb 2012. Der Herausgeber seit 2004 ist Ofani Eremae. 2023 berichtete die Enthüllungsplattform Organized Crime and Corruption Reporting Project, dass der Solomon Star ca. 140.000 US-Dollar von der Regierung der Volksrepublik China erhalten habe, als Gegenleistung für die Zusage, „die Wahrheit über Chinas Großzügigkeit und seine wahren Absichten zu verbreiten“.